# مديرية انورادهابورا
مديرية انورادهابورا هي مديرية في سريلانكا، تقع في المقاطعة الشمالية الوسطى (سريلانكا)، بلغ عدد سكانها 860,575 نسمة وذلك حسب إحصائيات سنة 2012، عاصمتها انورادهابورا، تبلغ مساحتها 7,179 كيلومتر مربع.